# Делоне Борис Миколайович
Борис Миколайович Делоне (рос. Борис Николаевич Делоне; нар. 3 (15) березня 1890, Петербург — пом. 17 липня 1980, Москва) — російський і радянський математик, альпініст. Член-кореспондент АН СРСР з 1929 року. Син математика Миколи Делоне, батько фізика Миколи Делоне, дід поета і правозахисника Вадима Делоне.

## Біографія
У 1947—1948 перший завідувач кафедрою вищої математики ФТФ МДУ (надалі — МФТІ). Працював у галузі абстрактна алгебра, обчислювальної геометрії та математичної кристалографії.
У його честь названа тріангуляція Делоне.
Нагороджений премією імені М. І. Лобачевського в 1977.
Один з основоположників радянського альпінізму, Майстер спорту СРСР з альпінізму (1935, майстер радянського альпінізму), автор книги «Вершини Західного Кавказу».
На честь нього названі пік Делоне і перевал Делоне на Катунському хребті Гірського Алтаю.
Похований на Хованському кладовищі.

## Нагороди й премії
- 2 Ордена Трудового Червоного Прапору — 1945 рік, 1980 рік.
- Орден Леніна — 1953 год
- Премія імені Є. С. Федорова[ru] АН СССР — 1959 год
- Премія імені М. І. Лобачевського — 1977 год

## Деякі праці
- Делоне Б. Н. Про порожню сферу // Ізв. АН СРСР. ОМЕН. 1934. № 4. С. 793—800.
- Теорія ірраціональностей третьої степені. Вид-во АН СРСР, 1940 (спільно з Д. К. Фаддєєвим);
- Б. Н. Делоне, «Леонард Эйлер» [Архівовано 4 березня 2016 у Wayback Machine.], Квант, № 5, 1974.
- Б. Н. Делоне, О. К. Житомирський, Задачник по геометрии [Архівовано 4 березня 2016 у Wayback Machine.], М.-Л., ОГИЗ, 1949, 304 с.